# Metsamägara
Metsamägara (tot 1970 Mägara) is een plaats in de Estlandse gemeente Toila, provincie Ida-Virumaa. De plaats heeft de status van dorp (Estisch: küla).
Het dorp ligt aan de beek Mägara oja.

## Bevolking
Het dorp had 2 inwoners op 31 december 2011 en 9 inwoners op 31 december 2021.

## Geschiedenis
Het dorp werd voor het eerst genoemd in 1354 onder de naam Meckere. Het viel oorspronkelijk onder de Cisterciënzers, die in Kärkna een klooster en in Jõhvi een kerk hadden. In de 15e eeuw kwam het dorp onder het landgoed van Edise te vallen.
Metsamägara heette tot 1970 Mägara, daarna Metsa-Mägara. In 1977 werd het dorp bij het buurdorp Martsa gevoegd. In 1997 werd het onder de naam Metsamägara weer een zelfstandig dorp.